# Славиша Стојановић
Славиша Стојановић ( Горњи Дејан близу Власотинца, 6. децембар 1969) јесте словеначки фудбалски тренер српског порекла. Играо је на позицији штопера. Био је тренер Црвене звезде у сезони 2013/14. и освојио титулу првака Србије.

## Играчка каријера
Целу играчку каријеру провео је у словеначким клубовима. Био је одбрамбени фудбалер, а наступао је за Слован од 1989. до 1994. године, а затим је у сезони 1994/95. одиграо 24 меча у дресу Љубљане. Кратко је играо за Цеље током 1996. године (девет утакмица), а након тога се вратио у Љубљану и у сезони 1996/97. на 10 сусрета постигао два поготка. Каријеру је због честих повреда завршио у 29. години наступајући за Вевче у сезони 1997/98, када је одиграо осам сусрета.

## Тренерска каријера
По окончању играчке одмах је започео тренерску каријеру и од 1998. до 2001. године предводио младе екипе Слована, са којима осваја првенство Словеније у узрастима до 16 и 18 година. Након тога преузима Ливар из Иванчне Горице у сезони 2001/02, да би у први план доспео као стратег Домжала, које је предводио од 2002. до 2008. године. Најпре је увео тим у елитни ранг првим местом у друголигашкој конкуренцији. Постепено је градио тим за велика дела изборивши се за пласман у Куп УЕФА 2005/06. а након тога долази до освајања две шампионске титуле 2007. и 2008. године и једног Суперкупа Словеније 2007. У походу ка својој првој титули, Славишине Домжале оставиле су другопласирану Горицу у заостатку од 17 бодова на табели. Три пута је проглашаван за тренера године у Словенији 2005, 2006. и 2007. Затим је преузео Цеље (2008/09), а након тога прихвата позив Срећка Катанеца за место асистента селектора Уједињених Арапских Емирата, где је радио од 2009. до 2011. године. По повратку у Европу врло брзо постаје селектор репрезентације Словеније на чијој клупи током 2011. и 2012. године проводи укупно 13 месеци.

### Црвена звезда
После паузе, Славиша Стојановић стиже у Црвену звезду са задатком да коначно врати шампионску титулу. У клуб стижу искусни и проверени играчи попут Милоша Нинковића, Драгана Мрђе, Нејца Печника и Николе Мијаиловића, али екипа рано завршава такмичење у Европи. У домаћем шампионату стартују изненађујућим поразом од Јавора у Ивањици. Одбрана је била слаба тачка екипе, али Звезда победом у вечитом дербију против Партизана (1:0) ипак успева да смањи бодовни заостатак у финишу јесени. Остало је и упечатљиво славље Звездиног тренера након последњег судијског звиждука, када је у победничком спринту улетео у тунел. Стојановић је у зимском прелазном року направио сјајан потез ангажовањем Дејана Келхара, који је уз Сава Павићевића чинио тандем централних дефанзиваца. Додатну енергију Звезди улио је повратак на терен Дарка Лазовића после паузе због тешке повреде. Под вођством Славише Стојановића Звезда прави феноменалну серију од 15 узастопних победа (дужи низ тријумфа имала је само екипа црвено-белих под командом Славољуба Муслина) и коло пре краја осваја 26. шампионску титулу победом над ОФК Београдом од 4:2. Екипа је у 30 кола сакупила 72 бода и са 66 постигнутих голова била је најефикаснија у лиги.
Стојановић је убрзо постао тренер белгијског Лирса, где је довео и Бобана Бајковића, љубимца Звездиних навијача и голмана шампионске генерације, као и Братислава Живковића за помоћника. Ипак, због лимитираног тима, који је бележио слабе резултате са Лирсом се разишао 28. јануара 2015. године.

## Тренерски успеси

### Домжале
- Првенство Словеније (2) : 2006/07, 2007/08.
- Суперкуп Словеније (1) : 2007.

### Црвена звезда
- Првенство Србије (1) : 2013/14.